# Museo de Mardin
El Museo de Mardin (en turco, Mardin Müzesi) es uno de los museos de Turquía. Está ubicado en la ciudad de Mardin, situada en la provincia de su mismo nombre. Las instalaciones de este museo se encuentran en dos edificios separados de la plaza Cumhuriyet. Fue inaugurado en el año 2000.

## Edificios
El edificio principal del museo, que alberga las salas de exposición, fue antiguamente un edificio religioso de la Iglesia católica siria construido en 1895. Tiene una estructura en forma de U y tres plantas y un patio. Al noreste del mismo se encuentra el edificio administrativo del museo, que está unido al otro edificio por un puente colgante, tiene dos plantas y forma de L. Además de actividades puramente administrativas, aquí se encuentra una galería para exposiciones temporales de arte, una biblioteca, una sala de conferencias, laboratorios, una sala fotográfica, un taller de artesanía y una sala de oración.

## Colecciones y actividades
Este museo consta de una amplia sección arqueológica que dirige las excavaciones en diferentes lugares de la zona además de conservar y exponer los hallazgos. También hay objetos etnográficos. Además se le ha concedido gran importancia a la realización de programas educativos, talleres y otros eventos, en su pretensión de conservar también el patrimonio cultural intangible.
La colección arquelógica consta de unos 45 000 objetos cuya cronología está comprendida entre el paleolítico y la actualidad. La sala de las excavaciones arqueológicas expone los resultados de las diferentes excavaciones de la zona. Otra sala está dedicada a las creencias religiosas a lo largo de la historia. Otra expone las actividades comerciales, donde se incluyen aspectos como los inicios de las matemáticas y de la escritura; el transporte, los medios de pago y las actividades textiles. En esta sala también se expone el denominado tesoro de Akşam, que consta de objetos de oro y plata de entre los siglos IX y XIV. Otra sala expone aspectos relacionados con la alimentación, la música, la defensa y la decoración. Otra de las salas está dedicada a los objetos falsificados y al contrabando de piezas.
El sector etnográfico consta de una serie de adornos característicos de la artesanía de plata que es típica de la región, además de vestidos, armas, juegos de café y otros objetos típicos de la vida cotidiana.

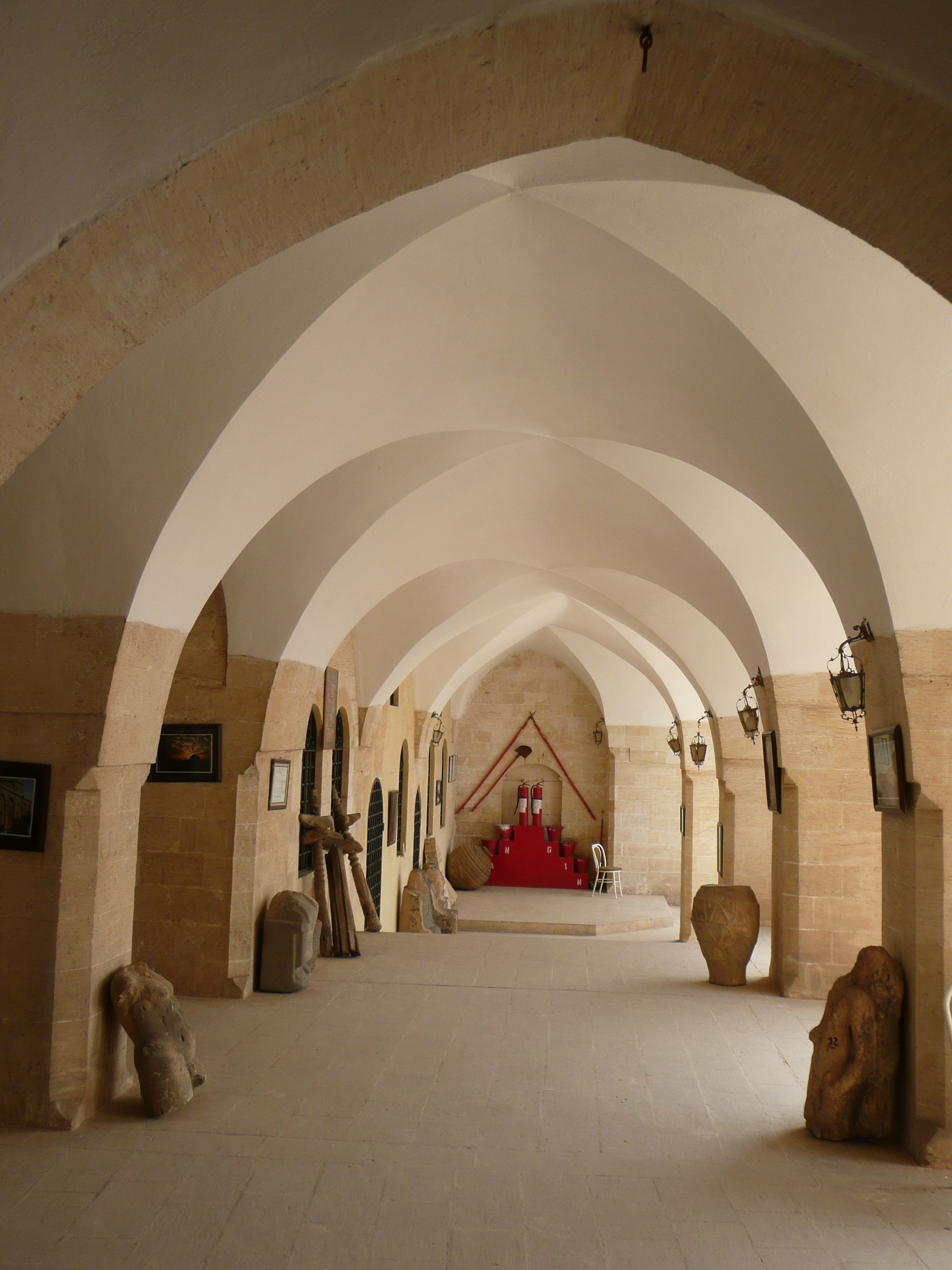
Una de las salas de exposición